# Compsomantis semirufula
Compsomantis semirufula es una especie de mantis de la familia Mantidae.

## Distribución geográfica
Se encuentra en Malasia, Sarawak, e Islas de la Sonda.